# Saulius Mikoliūnas
Saulius Mikoliūnas (ur. 2 maja 1984 w Wilnie) – litewski piłkarz, grający na pozycji pomocnika, reprezentant Litwy.

## Kariera piłkarska

### Kariera klubowa
W 2003 roku rozpoczął karierę piłkarską w Šviesa Vilnius. W 2004 przeszedł do FBK Kaunas, a na początku 2005 został wypożyczony do Heart of Midlothian. Z ostatnią z nich w sezonie 2005/2006 zdobył Pucharu Szkocji. W 2009 roku jako wolny agent zasilił skład ukraińskiego Arsenału Kijów. 21 stycznia 2013 r. podpisał 3-letni kontrakt z FK Sewastopol. Po rozformowaniu klubu w maju 2014 opuścił Krym.

### Kariera reprezentacyjna
W reprezentacji Litwy zadebiutował w 2004 roku.

## Sukcesy i odznaczenia

### Sukcesy klubowe
- mistrz Litwy: 2004
- zdobywca Pucharu Litwy: 2004
- zdobywca Superpucharu Litwy: 2004
- zdobywca Pucharu Szkocji: 2005/06